# كونواي تويتي
هارولد لويد جينكينز (بالإنجليزية: Conway Twitty)‏، المعروف باسمه الفني كونواي تويتي (1 سبتمبر 1933 – 5 يونيو 1993) هو مغني أمريكي راحل. حقق النجاح في أصناف موسيقية مختلفة، مثل موسيقى الكانتري والروك والبلوز والبوب. كما كان يحمل الرقم القياسي في مجلة بيلبورد حيث تصدرت 40 أغنية من أغانيه قائمة أغاني الكانتري على المجلة، حتى حطم جورج سترايت الرقم عام 2006. تلقى تويتي العديد من الجوائز من جمعية موسيقى الكانتري بين عامي 1971 و1976 عندما شكل ثنائيا مع لوريتا لين. لم يكن تويتي عضوا في غراند أول أوبري إلا أنه أدخل في قاعات مشاهير الكانتري والروكابيلي.

## السيرة

### بدايات حياته
ولد هارولد لويد جينكينز في فرايرز بوينت في مقاطعة كواهوما الواقعة شمال غرب ميسيسيبي. حيث قام شقيق جده بتسميته على ممثل السينما الصامتة الشهير هارولد لويد. انتقلت عائلة جينكينز إلى هيلينا، أركانساس عندما كان هارولد في العاشرة من عمره. وشكل أول فرقة موسيقية له وتدعى فيليكس كاونتي رامبلرز.
بعد سنتين، أصبح لدى هارولد برنامجه الإذاعي الخاص على المحطة المحلية كل صباح سبت. كما لعب البيسبول التي كانت شغفه الثاني. تلقى عرضا ليلعب مع فريق فيلادلفيا فيليز بعد تخرجه من ثانوية سميثز ستيشن، إلا أنه استدعي لأداء الخدمة العسكرية. تم إرساله للخدمة في الشرق الأقصى، وأسس هناك فرقة تدعى سيمارونز والتي قدمت العروض أمام رفاقه الجنود.
اقترح عليه أحد جيرانه، ويدعى واين هوس، أن يدخل مجال الموسيقى، ثم بدأ يكتب أغاني الروك أند رول بعد أن سمع أغنية إلفيس بريسلي Mystery Train. ذهب إلى استوديو شركة صان في ممفيس وعمل مع سام فيليبس.

### الاسم الفني
تختلف الحكايات عن أصل اسم كونواي تويتي. ويقال أنه في عام 1957 رأى هارولد جنكينز أن اسمه ليس تجاريا، وذكر فريد برونسون أن المغني أخذ خريطة وشاهد اسم كونواي، أركانساس وتويتي، تكساس، فاختار اسم كونواي تويتي.
وهناك حكاية أخرى تقول أن جينكينز قابل رجلا يدعى دبليو كونواي تويتي الابن وذلك من خلال مديره في مطعم في مدينة نيويورك، واقترح عليه المدير أخذ الاسم بسبب وقعه.

### نجاحات البوب والروك
عرف تويتي النجاح عام 1958 مع تسجيلات إم جي إم، حيث امتنعت محطة إذاعية في أوهايو أن تشغل أغنيته I'll Try وفضلت أن تعرض الوجه الثاني للأغنية، وهي أغنية بعنوان It's Only Make Believe والتي ألفها تويتي مع عازف الطبول جاك نانس. حققت الأغنية مبيعات كبيرة وتصدرت قائمة بيلبورد لأغاني البوب. وفي تلك السنة ظهر تويتي في برنامج أوزارك جوبيلي بعد أن سمعه المقدم تابي ويست وهو يغني.
ظن البعض لفترة أن تويتي هو نفسه إلفيس بريسلي يغني تحت اسم آخر. ثم قدم أغاني ناجحة أخرى مثل داني بوي. وفي تلك الفترة ظهر في ثلاثة أفلام:College Confidential, Sex Kittens Go to College, Platinum High School.

### موسيقى الكانتري
بدأ تويتي يتجه نحو موسيقى الكانتري في أواسط السيتينات، إلا أن مقدمي البرامج الإذاعية لم يعرضوا أغانيه لأن اسمه كان مرتبطا بالروك أند رول. وكانت أول أغنية كانتري ناجحة له هي The Image of Me في يوليو 1968، وتصدرت أغنيته Next in Line قائمة بيلبورد لأغاني الكانتري في نوفمبر من تلك السنة.
في عام 1970، أصدر تويتي إحدى أنجح أغانيه وهي Hello Darlin'، والتي تصدرت قائمة بيلبورد لأغاني الكانتري لأربعة أسابيع. قدم تويتي ثنائيا مع لوريتا لين عام 1971 بأغنية After the Fire Is Gone، ونجح الثنائي وقدموا العديد من الأغاني بعدها. كسب الفريق أربعة جوائز متتابعة من جمعية موسيقى الكانتري عن أفضل ثنائي (1972 – 1975) بالإضافة إلى عدة جوائز من منظمات أخرى.
في عام 1973 قدم أغنية You've Never Been This Far Before التي تخطت في نجاحا عالم الكانتري إلى البوب ووصلت إلى المركز 22 على قائمة أغاني البوب، إلا أن بعض مشغلي الأغاني رفضوا عرضها لأنهم رأوا أن كلماتها تحمل إيحاءات جنسية.
حقق تويتي رقما قياسيا على مجلة بيلبورد عندما احتلت 40 أغنية له المرتبة الأولى على قائمة أغاني الكانتري، قبل أن يحطم جورج سترايت هذا الرقم عام 2007 بأغنية Wrapped.
سجل تويتي معظم أغانيه في شركة ديكا، والتي سميت لاحقا إم سي أيه. وكان قد وقع عقده مع الشركة عام 1965، ولكنه ترك عام 1981 عندما ظهر أن الشركة تسوق لنجوم جدد على حساب آخرين، كما لم ينسجم مع الإدارة الجديدة. وقع عقدا مع شركة إلكترا/أسايلوم عام 1982، والتي اندمجت في السنة التالية مع شركتها الأم وارنر براذرز. وعاد إلى إم سي أيه عام 1987 وبقي هناك حتى وفاته عام 1993، وكان قد أصدر قبل وفاته بشهرين ألبومه الأخير Final Touches.

### تويتي سيتي
عاش تويتي لسنوات عديدة في هندرسونفيل، تينيسي شمال ناشفيل، حتى بنى مجمعا ترفيهيا يدعى تويتي سيتي بقيمة 3.5 مليون دولار. ظهر المجمع في حلقة من المسلسل التلفزيوني Lifestyles of the Rich and Famous وكذلك حلقة ناشفيل من برنامج البي بي سي Entertainment USA الذي قدمه جوناثان كينغ. افتتح المجمع عام 1982 وكان محطة سياحية شعبية في الثمانينات وبداية التسعينات؛ وأقفل عام 1994 بعد سنة من العروض التكريمية لتويتي وألبومه الأخير. بيع المجمع في مزاد إلى شبكة ترينيتي الإعلامية.

### الوفاة
أصيب تويتي بوعكة في بداية يونيو 1993 وهو يغني على مسرح جيم ستافورد في برانسون، ميزوري، وكان يحس بالألم وهو يقوم بالجولات. توفي تويتي يوم 5 يونيو 1993 في مستشفى كوكس ساوث في سبرينغفيلد، ميسوري بسبب تمدد الشريان الأورطي البطني، وكان وقتها بعمر 59 عاما.

### إصداراته بعد الوفاة
استمر ابنه مايكل وحفيده تري بإصدار الأغاني بعد موته، ومن أهمها أغنية I Want to Hear a Cheating Song عام 2004 التي تم تسجيلها كثنائي مع أنيتا كوكران، حيث تم نقل صوت تويتي من تسجيلات قديمة ونقل رقميا إلى الأغنية، مثل الثنائيات الرقمية بين جيم ريفز وباتسي كلاين، أو هانك ويليامز وهانك ويليامز الابن، أو نات كينغ كول وناتالي كول.

## المشاكل القانونية

### الضرائب
قام تويتي برفع قضية في عام 1983، باسم «هارولد لويد جينكينز ضد المفوض» في محكمة الضرائب الأمريكية، حيث رفضت مصلحة الضرائب منح إعفاء ضريبي لتويتي كمصروفات عمل ضرورية عما دفعه للمستثمرين بعد إقفال سلسلة مطاعم تويتي برجر الخاصة به. وكان القرار العام للمحكمة بأن المدفوعات عن ديون شخص آخر لا تعفى من الضرائب. وكان تويتي قد زعم أن دافعه الأساسي هو «حماية سمعة أعماله».

### الأملاك
تزوج تويتي ثلاث مرات، ودخلت أرملته دي هنري جنكينز، وأبناؤه الأربعة من زيجاته السابقة، وهم مايكل وجوني لي وكاثي وجيمي حينكينز، في نزاع حول التركة. لم يحدّث تويتي وصيته بعد زواجه الثالث، ولكن قانون تينيسي يضع ثلث التركة للأرملة. وبعد سنوات من التحقيق في الوصية، منح الأبناء الأربعة الحقوق على موسيقى تويتي واسمه وصورته. أما بقية التركة فبيعت في المزاد العلني حيث بيعت أغلب الأملاك والتذكارات في مزاد علني بعد أن رفضت أرملته القيمة التقديرية.
بدأت المشاكل القانونية مجددا عندما قاضى الأبناء الأربعة شركة سوني أيه تي في حول اتفاق وقعه تويتي مع عائلته عام 1990. وذكرت الدعوة أن الأبناء لم يفهموا شروط الاتفاق، رغم أنهم كانوا بالغين وقتها. وحاولوا استعادة إيرادات حقوق النشر التي منحها المستند إلى الشركة.

## الجوائز
أكاديمية موسيقى الكانتري
- أفضل ثنائي غنائي 1971 (مع لوريتا لين)
- أفضل ثنائي غنائي 1974 (مع لوريتا لين)
- ألبوم السنة 1975 (مع لوريتا لين) - Feelin's
- أفضل مغني في السنة 1975
- أفضل ثنائي غنائي 1975 (مع لوريتا لين)
- أفضل ثنائي غنائي 1976 (مع لوريتا لين)

جمعية موسيقى الكانتري
- أفضل ثنائي غنائي 1972 (مع لوريتا لين)
- أفضل ثنائي غنائي 1973 (مع لوريتا لين)
- أفضل ثنائي غنائي 1974 (مع لوريتا لين)
- أفضل ثنائي غنائي 1975 (مع لوريتا لين)

قاعة مشاهير موسيقى الكانتري
- أدخل عام 1999

متحف دلتا ميوزيك
- أدخل بعد وفاته

جوائز غرامي
- أفضل أداء في موسيقى الكانتري عن ثنائي أو فرقة 1971 مع لوريتا لين  -"After the Fire is Gone"
- جائزة قاعة المشاهير 1999 - "Hello Darlin'"

قاعة مشاهير الروكابيلي
- أدخل بعد وفاته

عرف تويتي بأدائه العديد من الأغاني لفنانين آخرين مثل أغنية Slow Hand لفريق بوينتر سيسترز وأغنية Rest Your Love on Me لفريق بي جيز، وأغنية بيت ميدلر The Rose وأغنية إيغلز Heartache Tonight. في المقابل قد أدى فنانون أغانيه مثل جورج جونز وبليك شيلتون وإلفيس بريسلي وميسفيتس وغلين كامبل وكذلك نجح آخرون بأغاني له لم يصدرها بشكل منفرد.

## في الثقافة الشعبية
يقال أن شخصية كونراد بيردي في مسرحية وفيلم باي باي بيردي مبنية على كونواي تويتي وإلفيس بريسلي. وكان اسم الشخصية في الأصل هو كونواي تويتي، حتى علم الكاتبون أن كونواي تويتي كان شخصا حقيقيا وبإمكانه مقاضاتهم.
في ألبوم بيتر سيلرز عام 1959 بعنوان Songs for Swinging Sellers فإنه يضع شخصية تويت كونواي وهو مغني روك.
يظهر كونواي تويتي في فيديوهات قصيرة من حلقات مسلسل فاميلي غاي.

## بيبلوغرافيا
- ويلبر كروس، and Michael Kosser (1986). The Conway Twitty Story: an Authorized Biography. Doubleday, 1986. ISBN 978-0-385-23198-5.
- Cross, Wilbur, and Michael Kosser (1986). The Conway Twitty Story: an Authorized Biography. Toronto: Paperjacks, 1987, cop. 1986. ISBN 0-7701-0638-2 (pbk.)
- Oermann, Robert K. (1998). "Conway Twitty". In The Encyclopedia of Country Music. Paul Kingsbury, Editor. New York: Oxford University Press. pp. 553–4. lpdiscography.com.

## وصلات خارجية
- موقع كونواي تويتي الرسمي
- Twitty news stories
- Conway Twitty movies
- كونواي تويتي على موقع IMDb (الإنجليزية)
- كونواي تويتي على موقع الموسوعة البريطانية (الإنجليزية)
- كونواي تويتي على موقع روتن توميتوز (الإنجليزية)
- كونواي تويتي على موقع ميوزك برينز (الإنجليزية)
- كونواي تويتي على موقع إن إن دي بي (الإنجليزية)
- كونواي تويتي على موقع أول ميوزيك (الإنجليزية)
- كونواي تويتي على موقع ديسكوغز (الإنجليزية)
- كونواي تويتي على موقع قاعدة بيانات الفيلم (الإنجليزية)
- At the Country Music Hall of Fame and Museum